# خلاصة علم الفلسفة
الفلسفة هي علم يعني بدراسة المشاكل العامة والاساسية المتعلقة بأمور مثل الوجود والمعرفة والقيم والمنطق والعقل واللغة .   تتميز طرق الفلسفة عن الطرق الأخرى بمعالجة الأسئلة الأساسية (مثل التصوف أو الأسطورة أو الدين ) بكونها نقديه ومنهجيه بشكل عام واعتمادها على الحجة العقلانية .  ويتضمن التحليل المنطقي للغة وتوضيح معنى الكلمات والمفاهيم.
كلمة "فلسفة" تأتي من الفلسفة اليونانية (φιlectοσοφία)، والتي تعني حرفيا "حب الحكمة".   

## فروع علم الفلسفة

### جماليات
نظرية المعرفة فرع من فروع الفلسفة يحلل كلا من مصادر وطبيعة وصلاحية المعرفة .
- الفلسفة الميتافيزيقية
- الظواهر، علم الظواهر
- فلسفة العمل
- فلسفة التعليم
- فلسفة التاريخ
- فلسفة اللغة
- فلسفة القانون
- فلسفة الرياضيات
- فلسفة العقل
- فلسفة الدين
- فلسفة العلم
  - الأنثروبولوجيا الفلسفية
  - فلسفة علم الآثار
  - فلسفة علم الأحياء
  - فلسفة الكيمياء
  - فلسفة علوم الكمبيوتر
    - فلسفة الذكاء الاصطناعي

  - فلسفة الجغرافيا
  - فلسفة الطب
  - فلسفة الفيزياء
    - تفسيرات ميكانيكا الكم

  - فلسفة العلوم الاجتماعية
    - فلسفة الاقتصاد
    - فلسفة علم النفس
- الفلسفة السياسية
- البراغماتية

### نظرية المعرفة
الجماليات علم يهتم بدراسة طبيعة الجمال والفن والذوق، وكيف يخلق المرء حقيقته الخاصة.
- نظرية المعرفة الاجتماعية – تحليل في الجوانب الاجتماعية للمعرفة.
- نظرية المعرفة الرسمية – تطبيق النماذج الرسمية لدراسة المعرفة.
- ما وراء المعرفة – دراسة أسس نظرية المعرفة نفسها.

### الاخلاق
الأخلاق – فرع يدرس القيم والأخلاقيات..
- الأخلاقيات التطبيقية – الفحص الفلسفي، من وجهة نظر أخلاقية، لقضايا معينة في الحياة الخاصة والعامة والتي هي مسائل تتعلق بالحكم الأخلاقي. ومن ثم فإن محاولات استخدام الأساليب الفلسفية لتحديد مسار العمل الأخلاقي الصحيح في مختلف مجالات الحياة الإنسانية.
  - أخلاقيات علم الأحياء – تحليل القضايا الأخلاقية المثيرة للجدل الناشئة عن التقدم في الطب.
  - الأخلاق البيئية – يدرس القضايا الأخلاقية المتعلقة بالعالم غير البشري. إنه يمارس تأثيرًا على مجموعة كبيرة من التخصصات بما في ذلك القانون البيئي، وعلم الاجتماع البيئي، وعلم البيئة، والاقتصاد البيئي ، والبيئة، والجغرافيا البيئية.
  - أخلاقيات الطب – يدرس القضايا الأخلاقية المتعلقة بالطب والبحث الطبي
  - أخلاقيات المهنة – أخلاقيات تحسين الكفاءة المهنية
- أخلاقيات الخطاب – اكتشاف المبادئ الأخلاقية من خلال دراسة اللغة
- الأخلاق المعيارية – دراسة النظريات الأخلاقية التي تحدد كيفية تصرف الناس
- ما وراء الأخلاق – فرع من الأخلاق يسعى إلى فهم طبيعة الخصائص الأخلاقية والبيانات والمواقف والأحكام

### المنطق
المنطق – الدراسة المنهجية لشكل الاستدلال والاستدلال الصحيحين.
- المنطق الكلاسيكي
  - المنطق الاقتراحي
  - منطق الدرجة الأولى
  - منطق الدرجة الثانية
  - منطق الترتيب العالي
- المنطق غير الكلاسيكي
- المنطق الوصفي
  - المنطق الرقمي
  - المنطق الضبابي
  - المنطق الحدسي
  - منطق متعدد القيم
  - منطق مشروط
    - المنطق الأليثي
    - المنطق الديونطي
    - المنطق العقائدي
    - المنطق المعرفي
    - المنطق الزمني

  - منطق متناقض
  - المنطق البنيوي

### الميتافيزيقا
الميتافيزيقا – فرع يعنى بدراسة الطبيعة الأساسية للوجود والعالم الذي يشمله.
- علم الكونيات – دراسة طبيعة وأصول الكون .

- علم الوجود – دراسة فلسفية لطبيعة الوجود أو الوجود أو الواقع، بالإضافة إلى الفئات الأساسية للوجود وعلاقاتها.
  - ما وراء الوجود <span typeof="mw:Entity" id="mwpg">–</span> دراسة الأسس الوجودية لعلم الوجود نفسه.
- فلسفة المكان والزمان – فرع من الفلسفة يهتم بالقضايا المحيطة بالوجود، ونظرية المعرفة، وطبيعة المكان والزمان.

## التقاليد الفلسفية حسب المنطقة
الاختلافات الإقليمية للفلسفة.

### الفلسفة الأفريقية
- فلسفة اكان
- الفلسفة الاثيوبية
- فلسفة أوبونتو

### الفلسفة الشرقية
1. ↑  Jenny Teichmann and Katherine C. Evans, Philosophy: A Beginner's Guide (Blackwell Publishing, 1999), p. 1: "Philosophy is a study of problems which are ultimate, abstract and very general. These problems are concerned with the nature of existence, knowledge, morality, reason and human purpose."
2. ↑  أنتوني جرايلنج, Philosophy 1: A Guide through the Subject (Oxford University Press, 1998), p. 1: "The aim of philosophical inquiry is to gain insight into questions about knowledge, truth, reason, reality, meaning, mind, and value."
3. ↑  Anthony Quinton, in T. Honderich (ed.), The Oxford Companion to Philosophy (Oxford University Press, 1995), p. 666: "Philosophy is rationally critical thinking, of a more or less systematic kind about the general nature of the world (metaphysics or theory of existence), the justification of belief (epistemology or theory of knowledge), and the conduct of life (ethics or theory of value). Each of the three elements in this list has a non-philosophical counterpart, from which it is distinguished by its explicitly rational and critical way of proceeding and by its systematic nature. Everyone has some general conception of the nature of the world in which they live and of their place in it. Metaphysics replaces the unargued assumptions embodied in such a conception with a rational and organized body of beliefs about the world as a whole. Everyone has occasion to doubt and question beliefs, their own or those of others, with more or less success and without any theory of what they are doing. Epistemology seeks by argument to make explicit the rules of correct belief formation. Everyone governs their conduct by directing it to desired or valued ends. Ethics, or moral philosophy, in its most inclusive sense, seeks to articulate, in rationally systematic form, the rules or principles involved."
4. ↑  Philosophia, Henry George Liddell, Robert Scott, A Greek-English Lexicon, at Perseus نسخة محفوظة 2023-07-22 على موقع واي باك مشين.
5. ↑  Online Etymology Dictionary نسخة محفوظة 2023-06-04 على موقع واي باك مشين.
6. ↑  The definition of philosophy is: "1.orig., love of, or the search for, wisdom or knowledge 2.theory or logical analysis of the principles underlying conduct, thought, knowledge, and the nature of the universe". Webster's New World Dictionary (ط. Second College).

- الفلسفة الصينية
- الفلسفة الهندية
- الفلسفة الاندونيسية
- الفلسفة اليابانية
- الفلسفة الكورية
- الفلسفة الفيتنامية

### فلسفة الشرق الأوسط
- الفلسفة الايرانية
- الفلسفة الباكستانية
- الفلسفة التركية

### فلسفة الامريكيون الاصليون (الهنود الحمر)
- فلسفة الأزتيك

### الفلسفة الغربية
- الفلسفة الأمريكية
- الفلسفة الاسترالية
- الفلسفة البريطانية
- الفلسفة الكندية
- الفلسفة التشيكية
- الفلسفة الدنماركية
- الفلسفة الهولندية
- الفلسفة الفرنسية
- الفلسفة اليونانية
- الفلسفة الألمانية
- الفلسفة الإيطالية
- الفلسفة المالطية
- الفلسفة البولندية
- الفلسفة الرومانية
- الفلسفة الروسية
- الفلسفة الاسكتلندية
- الفلسفة السلوفينية
- الفلسفة الاسبانية
- الفلسفة اليوغوسلافية

## تاريخ الفلسفة
تاريخ الفلسفة في سياقات محددة من الزمان والمكان.

### الجدول الزمني للفلسفة
- القرن الحادي عشر في الفلسفة
- القرن الثاني عشر في الفلسفة
- القرن الثالث عشر في الفلسفة
- القرن الرابع عشر في الفلسفة
- القرن الخامس عشر في الفلسفة
- القرن السادس عشر في الفلسفة
- القرن السابع عشر في الفلسفة
- القرن الثامن عشر في الفلسفة
- فلسفة القرن التاسع عشر
- فلسفة القرن العشرين

### الفلسفة القديمة والكلاسيكية
الفلسفة خلال التاريخ القديم .

#### الفلسفة اليونانية والرومانية القديمة
- الفلسفة قبل سقراط
  - مدرسة ميليسيان - طاليس ، أناكسيماندر ، أناكسيمينس
  - زينوفانيس
  - الفيثاغورسية
  - هيراقليطس
  - الإلياتية - بارمنيدس وزينو وميليسوس
  - التعدديون - إمبيدوكليس وأناكساجوراس
  - علماء الذرة - ليوكيبوس ، ديموقريطس
  - السفسطائيون
- الفلسفة اليونانية الكلاسيكية
  - المدارس السقراطية
    - مدرسة ميغاريان
    - المدرسة الإريترية
    - السخرية
    - برقة

  - الأفلاطونية
  - المدرسة المتجولة
- الفلسفة الهلنستية
  - الشك الأكاديمي
    - الأكاديمية المتوسطة
    - الاكاديمية الجديدة

  - الأبيقورية
  - البيرونية
  - الرواقية
- الفلسفة الرومانية القديمة
  - الأفلاطونية الوسطى
  - نيوفيثاغورية
  - الأفلاطونية الحديثة

#### الفلسفة الصينية الكلاسيكية
- مائة مدرسة فكرية
  - الكونفوشيوسية
  - الشرعية
  - الطاوية
  - موهيم
  - مدرسة علماء الطبيعة
  - مدرسة الأسماء
  - مدرسة الدبلوماسية
  - الزراعة
  - التوفيق بين المعتقدات
  - اليانغية

### فلسفة العصور الوسطى وما بعد الكلاسيكية
الفلسفة خلال التاريخ ما بعد الكلاسيكي .

#### الفلسفة المسيحية
- الأفلاطونية الحديثة المسيحية
- المدرسية
- التوماوية

#### الفلسفة الإسلامية
- ابن سينا
- الرشدية
- التنوير

#### الفلسفة الصينية ما بعد الكلاسيكية
- الكونفوشيوسية الجديدة
- Xuanxue
- زين

### الفلسفة الحديثة والمعاصرة

#### فلسفة النهضة
- النهضة الإنسانية
- المكيافيلية
- النستوية
- راميسم
- مدرسة سالامانكا

#### الفلسفة المعاصرة
- الفلسفة التحليلية
  - الوضعية المنطقية
  - المنطق
- الفلسفة القارية
  - الظواهر، علم الظواهر
  - الوجودية
  - التفكيك
  - البنيوية
- الفلسفة الآسيوية المعاصرة
  - الحداثة البوذية
  - الكونفوشيوسية الجديدة
  - الماوية
  - مدرسة كيوتو
  - نيو فيدانتا
- الفلسفة الإسلامية المعاصرة
  - الثيوصوفيا المتعالية
- المدرسة التقليدية

## المدارس الفكرية الفلسفية
المدارس الفكرية الفلسفية غير مرتبطة بسياقات تاريخية معينة.

### حركات جمالية
- رمزية
- الرومانسية
- التاريخية
- الكلاسيكية
- الحداثة
- ما بعد الحداثة
- نظرية التحليل النفسي

### الأنظمة المنطقية
- المنطق الكلاسيكي
- المنطق الوسيط
- المنطق الحدسي
- المنطقية الصغرى
- المنطقية ذات الصلة
- المنطق التقاربي
- المنطق الخطي
- المنطق المرتب
- الديالية

## القوائم
- قائمة المنشورات الهامة في الفلسفة
- قائمة جوائز الفلسفة
- قوائم الفلاسفة
- فهرس الفلسفة
- فهرس فلسفة المقالات العلمية
- الجدول الزمني للفلاسفة الغربيين
- الجدول الزمني للفلاسفة الشرقيين
- مسائل غير محلولة في الفلسفة